# Uahukamonark
Uahukamonark (Pomarea iphis) är en akut utrotningshotad fågel i familjen monarker inom ordningen tättingar. Den förekommer endast på ön Ua Huka i ögruppen Marquesasöarna i Stilla havet.

## Utseende och läte
Uahukamonarken är en 17 cm lång färglös flugsnapparliknande fågel. Hanen är svart med otydligt avgränsad vitt på buken och undre stjärttäckarna. Runt det mörka ögat syns en grå ögonrick. Näbben är gråaktig, liksom benen. Honan är ljusbrun ovan med ljuskantade vingpennor och ett tunt ljust vingband. Undersidan är beigevit. I ansiktet syns vitaktigt ögonbrynsstreck, vitaktig tygel och ljust inramade varmbruna örontäckare. Bland lätena hörs nämbade låga visslingar och raspiga tjippande ljud. Sången återges som ett "chee-wheu, chee-weu, chee-weu, chee-chee-chee", mindre varierat än hos andra monarker i Marquesasöarna.

## Utbredning och status
Uahukamonarken förekommer enbart på ön Ua Huka i norra Marquesasöarna. Där anses dess levnadsmiljö minska i omfång på grund av bränder, skogsavverkningar, bete och jordbrukets expandering. Arten är därför upptagen på internationella naturvårdsunionen IUCN:s rödlista över hotade arter som akut hotad. Beståndet uppskattas till endast mellan 1000 och 2500 vuxna individer.

## Levnadssätt
Uahukamonarken häckar i skogsområden på 30–650 meters höjd, i buskage med Hibiscus tiliaceus och Cyclophyllum barbatum. Den förekommer även lokalt i låglänt torr skog med Pisonia grandis och Sapindus saponaria. Utanför häckningstid hittas den i alla sorters ursprungliga fuktiga skogsområden till 850 meters höjd.

### Föda
Födan består av insekter och deras larver, som myror och spindlar, som den plockar från lövverket eller fångar i luften. Under födosökandet kan den ses hoppa från gren till gren. Ungfåglarna är påfallande nyfikna och kan komma alldeles nära. De ses enstaka eller i flockar om upp till fem individer.

### Häckning
Arten häckar vanligen juni–november. Boet av växtfibrer och djurhår placeras tre till 15 meter ovan mark i en trädklyka. En eller två ungar har noterats per kull.

## Namn
Iphis är i grekisk mytologi en flicka från Kreta som uppfostras till pojke och förvandlades till pojke på sin bröllopsdag.